# Copa de Honor Cusenier 1909
La Copa de Honor Cusenier 1909 fue la quinta edición de esta competición, el partido final para decidir el ganador de la Copa de Honor Cusenier, competencia internacional organizada por las Asociaciones de Argentina y Uruguay en conjunto. La final la disputaron el CURCC de Uruguay y el San Isidro de Argentina.
El partido se llevó a cabo en el Estadio Gran Parque Central de Montevideo, el 17 de octubre de 1909. El CURCC venció a San Isidro 4-2, ganando su primer trofeo de Copa Cusenier.

## Equipos clasificados
| AAF (Argentina) |  | San Isidro |  | Campeón de la Copa de Honor (1909) |
| LUF (Uruguay)   |  | CURCC      |  | Campeón de la Copa de Honor (1909) |

## Partido
| 17 de octubre de 1909 | CURCC                                                                                | 4:2 (4:0) | San Isidro        | Parque Central, Montevideo   |                              |
|                       | Agustín Manito 22' · Víctor Legorburo 24' · Carlos Scarone 44' · José Piendibene 45' | Reporte   | Juan Gil 57', 84' | Árbitro(s): Héctor Dall'Orto | Árbitro(s): Héctor Dall'Orto |

| CURCC | San Isidro |

| Guardameta     |  | Leonard Crossley |
| Defensa        |  | Juan Laguzzi     |
| Defensa        |  | Alfredo Betucci  |
| Centrocampista |  | Jorge Barbero    |
| Centrocampista |  | John Harley      |
| Centrocampista |  | Guillermo Manito |
| Delantero      |  | José Piendibene  |
| Delantero      |  | Víctor Legorburo |
| Delantero      |  | Agustín Manito   |
| Delantero      |  | Carlos Scarone   |
| Delantero      |  | Pedro Zibecchi   |

| Guardameta     |  | Carlos Wilson    |
| Defensa        |  | J. Weiss         |
| Defensa        |  | S. Gallino       |
| Centrocampista |  | E. Davies        |
| Centrocampista |  | M. Lestrade      |
| Centrocampista |  | A. Vernet Amadeo |
| Delantero      |  | L. Burgos        |
| Delantero      |  | J. Rossi         |
| Delantero      |  | J. Gil           |
| Delantero      |  | E. Rothschild    |
| Delantero      |  | R. Malbrán       |

| Campeón CURCC 1.er título |